# Champagne (film)
 For alternative betydninger, se Champagne (flertydig). (Se også artikler, som begynder med Champagne)
Champagne er en britisk stumfilm fra 1928 instrueret af Alfred Hitchcock og med Betty Balfour, Jean Bradin og Gordon Harker i hovedrollerne.

## Medvirkende
- Betty Balfour som pigen
- Jean Bradin som drengen
- Ferdinand von Alten som Manden
- Gordon Harker som far